# Estação Central de Oslo
Estação Central De Oslo (em norueguês:  Oslo sentralstasjon, abreviado Oslo S) é a principal estação ferroviária na Noruega, e a maior Estação Ferroviária de todo o Sistema ferroviário Norueguês. Ele se conecta com Estação Jernbanetorget. É o terminal de Linha Drammen, Linha Gardermoen, Linha Gj7vik, Linha Hoved, Linha Do3flexo e Linha Follo. Serve serviços ferroviários expressos, regionais e locais por quatro empresas. A estação ferroviária é operada por Bane NOR enquanto sua subsidiária Imobiliária, Bane NOR Eiendom possui a estação e foi inaugurada em 1980.
A Estação Central de Oslo foi construída no local da antiga Estação Leste de Oslo ( Oslo Østbanestasjon , Oslo Ø ), sendo possível a combinação das antigas estações leste e oeste com a abertura do Túnel de Oslo . A Estação Central de Oslo tem 19 trilhos, 13 dos quais com conexões pelo Túnel de Oslo. A estação tem dois edifícios, o edifício original de Oslo East e o novo edifício principal para Oslo Central. Cada edifício abriga um grande centro comercial. A praça em frente à estação chama-se Jernbanetorget .

## História

### Duas estações

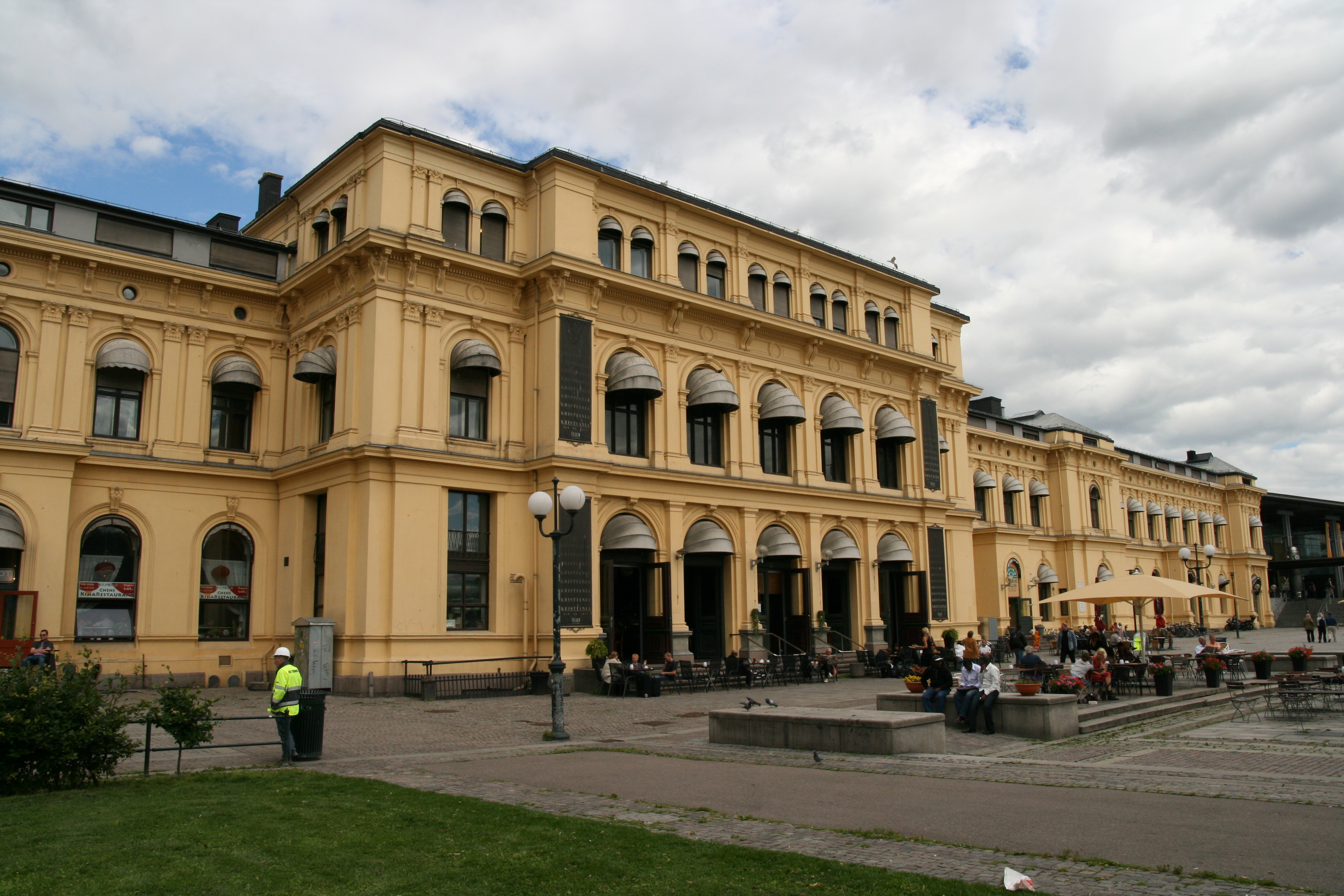
A velha Oslo Ø foi convertido em shopping, mas ainda faz parte da estação

Quando a primeira linha ferroviária, Hovedbanen, foi construída entre Oslo e Eidsvoll em 1854, o terminal em Oslo foi construído como uma solução ad-hoc localizada em Gamlebyen . Locais alternativos incluíam Youngstorget, Grünerløkka e Vaterland Bridge . Em 1852, um concurso de arquitetura foi realizado e um plano baseado na Crown Street Station em Liverpool venceu. A estação estava localizada a leste do rio Akerselva, mas não poderia servir como uma solução permanente, pois não ficava perto do centro da cidade nem do porto. Em 1859, a seção de carga da estação foi ampliada com a compra de um terreno entre Loelva e o porto e parte de Bjørvika . Desde o início, o tráfego ferroviário aumentou, especialmente após a expansão da Trunk Line para Hamar em 1862 e a abertura da Kongsvinger Line em 1865.
Em 1872, Oslo ganhou sua segunda estação terminal, localizada em Pipervika, perto de Aker Brygge e da prefeitura . A Estação Oeste de Oslo (ou Oslo V) foi construída para permitir que a então Linha Drammen de bitola estreita entre Drammen e Oslo terminasse no centro de Oslo. As duas estações estavam localizadas a cerca de 2 km de distância e não foram conectadas por ferrovia até 1907, quando a Linha do Porto de Oslo foi construída. Houve discussões sobre a construção de uma estação central para conectar a Linha Drammen com a estação leste, mas essa ideia envolvia construí-la via Majorstuen e Grefsen . Oslo V sempre permaneceu uma estação ferroviária secundária em Oslo, uma vez que servia principalmente ao tráfego local para Buskerud, Telemark e Vestfold, além da Linha Sørland

#### Uma nova estação da Linha Leste
Um ano após a inauguração da estação ocidental, em 1873, a legislatura norueguesa, o Storting, decidiu construir uma nova ferrovia de Kornsjø na fronteira sueca através de Østfold para Oslo, a Linha Smaalenene (agora a Linha Østfold ). Esperava-se que o tráfego na estação explodisse devido a esta ferrovia e foi decidido que uma nova estação deveria ser construída. Os engenheiros da NSB (agora Vy) queriam localizar esta nova estação a oeste do rio Akerselva, entre Jernbanetorget e Bjørvika . Mas surgiu um conflito entre Carl Abraham Pihl, que era diretor do NSB na época, e a cidade de Oslo. Enquanto Pihl queria uma estação separada para a Linha Smaalenene, a cidade queria concentrar as estações em um só lugar em Oslo. Os engenheiros insistiram em mudar a estação para mais perto da cidade. O arquiteto Georg Andreas Bull elaborou quatro planos para uma nova estação com nove vias sobre o rio Akerselva. Em 1878, a legislatura decidiu construir a menor estação sugerida - com apenas sete trilhos sobre o rio, alegando que a estação era superdimensionada. Estação Leste de Oslo ( Oslo Østbanestasjon , Oslo Ø ) inaugurado em 1882.

#### Tempo de guerra e mudança de planos

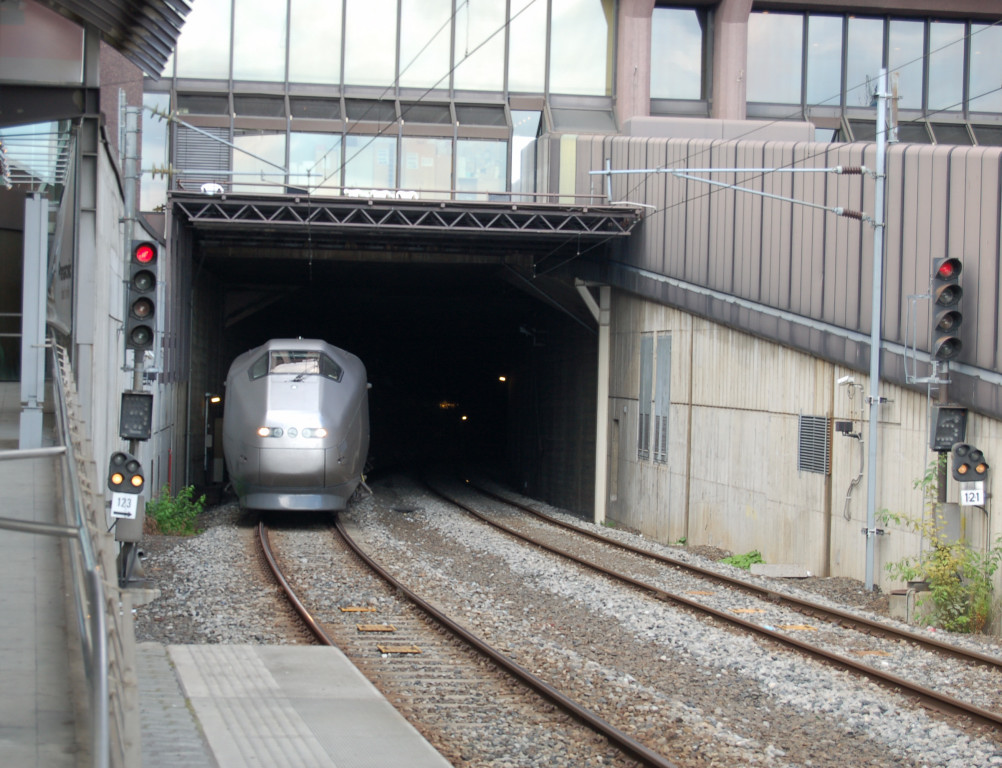
Um trem expresso da classe 71 do aeroporto Flytoget entrando em Oslo Central a partir do túnel de Oslo

Em 1940, após a invasão alemã da Noruega na Segunda Guerra Mundial, o governo fantoche alemão na Noruega assumiu o controle do planejamento de transporte e criou o Projeto Tøyen em 1942. O plano envolvia o desmantelamento de Oslo V e Oslo Ø e a construção de uma nova estação central em Tøyen . A ideia era converter todo o transporte suburbano em ônibus a diesel, enquanto os trens seriam responsáveis pelo transporte de longa distância. Os serviços de bondes e trens suburbanos deveriam ser abandonados e a área liberada deveria ser convertida em rodovias, então tornou-se menos importante ter as principais estações de trem localizadas no centro da cidade. Tanto o comitê quanto o NSB rejeitaram o projeto. Durante a guerra, as forças alemãs exploraram a rede ferroviária e o material circulante e, no final da guerra, todo o sistema ferroviário estava desgastado.
Em 1946 foi criado o Gabinete de Planeamento da Estação Central, liderado por Egil Sundt . Este comitê anunciou um concurso de arquitetura para uma nova estação central, e o plano Green Light de John Engh venceu. O escritório de planejamento iniciou a construção com base no trabalho do comitê de 1938 e expandiu o Alnabru Railway Yard em paralelo com a nova estação. O escritório apresentou planos que levariam 15 anos para serem implementados. Um dos maiores obstáculos foi a localização do túnel sob a cidade. A NSB queria uma linha reta para transporte rápido, mas as condições geológicas complexas em Oslo, incluindo grandes áreas de argila, impediram isso. Os planos originalmente incluíam uma estação na Prefeitura de Oslo, mas foi escolhida uma linha mais ao norte que teria 1.802 metros de comprimento.
Introduzido em 1952, o acompanhamento dos planos através do Storting provou ser difícil. Em 1959, os planos foram novamente revisados e em 1960 um novo comitê foi criado, o que sugeriu a construção de uma terceira linha entre Grefsen e Bestun para trens de carga se conectarem entre as linhas leste e oeste. Também sentiu que o túnel deveria ser expandido para o oeste e terminar em algum lugar entre Skarpsno e Skøyen e, ao mesmo tempo, fechar a linha do porto de Oslo. Os novos planos foram aprovados pelo Storting em 1962.

## Serviço
Quatro empresas ferroviárias oferecem uma combinação de serviço de trem expresso, regional e suburbano, além do serviço Flytoget (Airport Express Train).
- Os trens expressos são oferecidos para Bergen, Kristiansand, Stavanger e Trondheim, além de Estocolmo, na Suécia. O serviço é fornecido internamente pela Vy usando unidades Classe 73 e para a Suécia pela SJ usando unidades X2 . Os trens diários são operados três vezes ao dia no mercado interno e uma vez para Estocolmo. Os trens noturnos também são operados para todas as quatro cidades mencionadas anteriormente.
- Os trens regionais são operados para Skien, Lillehammer, Gjøvik, Halden, Karlstad e Gotemburgo . O serviço é fornecido pela Vy com unidades Classe 70 (Skien – Lillehammer), unidades Classe 73b (Halden – Gotemburgo) e pela Vy Gjøvikbanen com unidades Classe 75 para Gjøvik. A PTA sueca Värmlandstrafik operada pela Merresor, usando unidades X53 "Regina" no serviço Oslo – Karlstad.
- O Airport Express Train opera uma frequência de dez minutos para o Aeroporto de Oslo, Gardermoen, usando unidades da classe 71 . Este é o único serviço de trem de alta velocidade na Noruega e é operado pela Flytoget .
- Os trens locais são operados por Vy e Vy Gjøviksbanen usando unidades Classe 75 e Classe 72